# 2012年ロンドンオリンピックのパナマ選手団
2012年ロンドンオリンピックのパナマ選手団（2012ねんロンドンオリンピックのパナマせんしゅだん）は、2012年7月27日から8月12日までイギリスのロンドンで開催されたロンドンオリンピックパナマ選手団の名簿。

## 選手団
- 人員: 選手 8人
- 開会式旗手: アービング・サラディノ

## 種目別選手・スタッフ名簿及び成績

### 陸上競技
- アロンソ・エドワード（男子200m）失格 予選敗退
- アービング・サラディノ（男子走り幅跳び）記録無し 予選敗退
- Andrea Ferris（女子800m）2分5秒59 予選敗退

### ボクシング
- Juan Huertas Garcia（男子ライト級）第1回戦敗退

### 柔道
- Omar Simmonds Pea（男子81kg級）第2回戦敗退

### 競泳
- エドガー・クレスポ（男子100m平泳ぎ）1分2秒18 予選敗退
- Diego Castillo（男子200mバタフライ）2分4秒72 予選敗退

### テコンドー
- カロレナ・カルステンス（女子49kg級）敗者復活戦敗退